# آلفردو بالدومیر
آلفردو بالدومیر (انگلیسی: Alfredo Baldomir؛ ۲۷ اوت ۱۸۸۴ – ۲۵ فوریه ۱۹۴۸) سیاست‌مدار اهل اروگوئه بود. وی از ۱۹ ژوئن ۱۹۳۸ تا ۱ مارس ۱۹۴۳ رئیس‌جمهور این کشور بود.
آلفردو بالدومیر در ۲۵ فوریه ۱۹۴۸، در سن ۶۳ سالگی درگذشت.